# Редуцированная фотометрическая величина
Редуци́рованная фотометри́ческая величина́ — фотометрическая величина, образованная по математической модели линейного спектрально-аддитивного для рассматриваемого явления приёмника:
{\displaystyle X_{r}=K\cdot \int _{0}^{\infty }X_{e,\,\lambda }(\lambda )\,S'\left(\lambda \right)\,d\lambda ,}
где {\displaystyle K} — переводный множитель от единиц энергетических величин к единицам, применяемым в данной системе редуцированных величин, {\displaystyle S'\left(\lambda \right)} — относительная спектральная чувствительность реального или модельного фотоприёмника, а {\displaystyle X_{e,\lambda }(\lambda )} — спектральная плотность энергетической величины {\displaystyle X_{e}}, определяемая как отношение величины {\displaystyle dX_{e}(\lambda )}, приходящейся на малый спектральный интервал, заключённый между {\displaystyle \lambda } и {\displaystyle \lambda +d\lambda }, к ширине этого интервала.
В зависимости от вида кривой спектральной чувствительности можно построить несколько систем редуцированных фотометрических величин. Среди них наиболее востребованной и широко используемой является система световых величин. Она официально признана на международном уровне, единицы световых величин входят в Международную систему единиц (СИ).

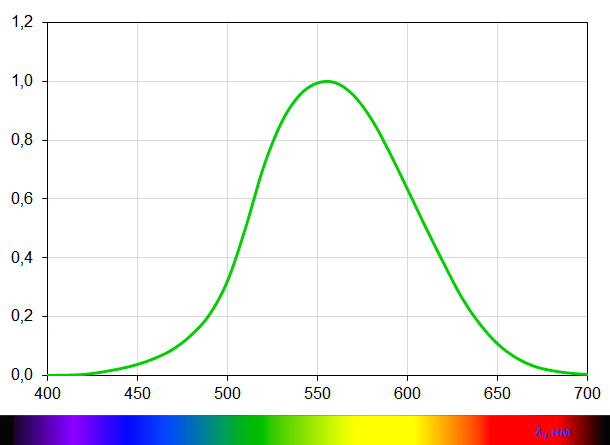
Относительная спектральная световая эффективность монохроматического излучения для дневного зрения

Система световых величин основана на использовании зависимости относительной чувствительности человеческого глаза, адаптированного к дневному зрению, от длины волны излучения. Данную зависимость в фотометрии называют относительной спектральной световой эффективностью монохроматического излучения для дневного зрения {\displaystyle V(\lambda )}. В СИ переводной множитель {\displaystyle K} равен 683 лм/Вт.
Для монохроматического излучения с длиной волны {\displaystyle \lambda } соотношение, связывающее произвольную световую величину {\displaystyle X_{v}(\lambda )} с соответствующей ей энергетической величиной {\displaystyle X_{e}(\lambda )}, в СИ имеет вид:
{\displaystyle X_{v}(\lambda )=683\cdot X_{e}(\lambda )V(\lambda ).}
В общем случае, когда ограничений на распределение энергии излучения по спектру не накладывается, это соотношение приобретает вид:
{\displaystyle X_{v}=683\cdot \int \limits _{380~nm}^{780~nm}X_{e,\lambda }(\lambda )V(\lambda )d\lambda .}
Также можно определить системы редуцированных фотометрических величин для бактерицидного действия, выращивания растений, канцерогенного действия излучения, или, например, для животного зрения — так как у многих животных кривые спектральной чувствительности глаз не совпадают с кривой чувствительности глаз человека. По этой причине измерение количества света при помощи обычных люксметров при опытах, например, на крысах, надо производить с осторожностью — люксметр по принципу своего действия использует кривую спектральной чувствительности человеческого глаза и количество света, полученное крысами, не будет совпадать с показаниями прибора.